# Lemon Hill (Californie)
Lemon Hill est une census-designated place du comté de Sacramento, dans l'État de Californie, aux États-Unis,. En 2020, elle compte une population de 14 496 habitants.